# Giovanni Andrea Zanon
Giovanni Andrea Zanon (Castelfranco Veneto, 16 febbraio 1998) è un violinista italiano.

## Biografia
Giovanni Andrea Zanon nasce a Castelfranco Veneto ed inizia lo studio del violino all’età di 2 anni nel tentativo di emulare la sorella maggiore.
Nel corso della sua attività musicale vince oltre 30 concorsi nazionali ed internazionali, tra i quali il “Riviera Etrusca” all’età di 4 anni, il Premio nazionale delle Arti come miglior violinista dei conservatori italiani, il concorso di Novosibirsk in Russia, dove ottiene anche tutti i premi speciali, ed il diploma di laurea al “Wieniawski and Lipinski violin competition” di Lublino.
Effettua concerti in qualità di solista in Italia, Svizzera, Spagna, Germania, Polonia, Russia, Austria, Repubblica Ceca, Canada e Stati Uniti esibendosi in alcune delle sale più prestigiose al mondo, tra le quali la Carnegie Hall di New York, il Musikverein di Graz, il Teatro La Fenice di Venezia, la Smetana Hall di Praga, la Bayerische Staatsoper di Monaco, il Festspielhaus di Baden-Baden, il Gran Teatre del Liceu di Barcellona, la Royal Opera House di Muscat, il Teatro Politeama di Palermo, l’Auditorium Toscanini di Parma e l’Auditorium Parco della Musica di Roma.
Nel 2014 debutta all’Arena di Verona in un concerto trasmesso in diretta su Rai 2. Tornerà nell’anfiteatro veronese per altri concerti nel 2016 e nel 2020.
Nel maggio del 2018 ha debuttato con il Concerto No. 5 di Mozart al Teatro alla Scala di Milano e nello stesso anno ha chiuso la stagione del Teatro La Fenice di Venezia con il Concerto No. 1 di Bartok. 
Ha collaborato con importanti direttori d’orchestra, tra i quali Fabio Luisi, Theodore Guschlbauer, Andrea Battistoni, Donato Renzetti, Omer Meir Wellber e Jader Bignamini.
Ha ricevuto numerose menzioni e riconoscimenti fra i quali, a sei anni, quello del Presidente della Repubblica Italiana Carlo Azeglio Ciampi, quelli della Reale Escuela Superior de Musica Reina Sofia di Spagna e dell’Ambasciata Generale degli Stati Uniti in Canada, nonché il “Leone d’Oro” dalla Regione Veneto per i “meriti artistici conseguiti all’estero” e la nomina di “Alfiere della Repubblica” dal Presidente Sergio Mattarella.

## Educazione
Ammesso al conservatorio Cesare Pollini di Padova nel 2002 all’età di quattro anni, risulterà essere il più giovane ammesso nella storia delle istituzioni musicali statali italiane. Successivamente si diploma al Conservatorio Benedetto Marcello di Venezia con lode e menzione onorevole. Parallelamente allo studio in conservatorio si perfeziona con Maurizio Sciarretta.
Su consiglio di Zubin Mehta si trasferisce negli Stati Uniti per studiare con Pinchas Zukerman e Patinka Kopec presso la Manhattan School di New York, dove risulta vincitore della selezione per il “Master of Art” di violino all’età di 16 anni. Successivamente si perfeziona alla Hochschule für Musik Hanns Eisler di Berlino con Antje Weithaas.
Nel settembre 2020 si diploma con lode presso l’Accademia Nazionale di Santa Cecilia sotto la guida di Sonig Tchakerian.
Attualmente frequenta il corso di composizione al Conservatorio Agostino Steffani di Castelfranco Veneto.

## Strumenti
Giovanni suona il violino G. Guarneri del Gesù, Cremona 1739, ex Ebersholt-Menuhin.

## Onorificenze
Alfiere della Repubblica
Leone d’Oro della Regione Veneto